# Боб Дилан: Никому не известный
«Боб Дилан: Никому не известный» (англ. A Complete Unknown) — американский байопик режиссёра Джеймса Мэнголда по сценарию Мэнголда и Джея Кокса по мотивам книги 2015 года «Dylan Goes Electric!» Элайджа Уолда. Фильм рассказывает о полемике вокруг перехода Боба Дилана к электрозвучанию. Тимоти Шаламе играет Дилана, а также выступает в качестве продюсера. Оригинальное название фильма взято из текста припева песни Дилана 1965 года «Like a Rolling Stone».
Премьера фильма в США состоялась 25 декабря 2024 года. Кинокартина была включена в список десяти лучших фильмов 2024 года Американским институтом кино и Национальным советом по рецензированию, к тому же последний из которых присудил Эль Фаннинг приз за лучшую женскую роль второго плана.

## Сюжет
Фильм рассказывает о том, как 19-летний Боб Дилан приехал в Нью-Йорк в 1961 году в поисках боготворимого им Вуди Гатри, находящегося в больнице. Боб знакомится с Гатри, исполняет свои работы ему и его окружению. Дилана принимает фолк-сцена Нью-Йорка (Гатри, Пит Сигер, Джоан Баез и другие), которые признают его талант. Он выступает в клубах в центре города и вскоре становится сенсацией, подписав контракт с Columbia Records. Певец выпускает дебютный и не слишком успешный альбом по настоянию студии, состоявший в основном из каверов, а не собственных композиций. Боб начинает встречаться с Сильви Руссо и затем отправляется в продолжительную поездку в Европу. Сильви настаивает на том, чтобы певец продолжал работать над собственной оригинальной лирикой и песнями, невзирая на неудачи. Фильм рассказывает о том, как Дилан превратился в культурный феномен, о его прочных связях в мире фолк-музыки и о том, как он окончательно отошел от фолк-музыки, создав группу, что привело в замешательство его поклонников и разочаровало музыкальное сообщество, которое впервые приняло его.

## В ролях
- Тимоти Шаламе — Боб Дилан
- Эль Фэннинг — Сильви Руссо[4]
- Эдвард Нортон — Пит Сигер
- Моника Барбаро — Джоан Баэз
- Бойд Холбрук — Джонни Кэш
- Норберт Лео Бутц — Алан Ломакс
- Пи Джей Бирн — Гарольд Левента
- Скут Макнейри — Вуди Гатри
- Дэн Фоглер — Альберт Гроссман
- Уилл Харрисон — Боб Нойвирт
- Чарли Тахан
- Эли Браун
- Ник Пупо
- Биг Билл Морганфилд — Джесси
- Лаура Кариуки — Мэвис Стэплс
- Эрик Берриман
- Дэвид Алан Баш
- Джо Типпетт
- Джеймс Остин Джонсон
- Кейли Картер
- Сара Кинг — Барбара Дейн

## Производство
О начале работы над картиной стало известно в январе 2020 года. Тимоти Шаломе исполнит роль Боба Дилана, режиссёром выступит Джеймс Мэнголд. Сценарий фильма основан на книге Элайджи Уолда Dylan Goes Electric, проследит переход автора-исполнителя от фолка к рок-музыке. Сценарий фильма написал Джей Кокс. Началась подготовка к съёмкам, но после начала пандемии коронавируса, съёмки были отложены. Мэнголд встречался с Диланом по поводу фильма и заявил, что он аннотировал сценарий, а также давал замечания Шаламе. В интервью в октябре 2023 года Шаламе рассказал, что работает с той же командой репетиторов по вокалу и движению, которая работала с Остином Батлером для его роли в фильме «Элвис» (2022).
В декабре 2022 года фильм получил название A Complete Unknown.
15 мая 2023 года к актёрскому составу присоединилась Эль Фэннинг. Во время Каннского кинофестиваля режиссёр сообщил, что Бенедикт Камбербэтч присоединился к актёрскому составу. Моника Барбаро, получив роль, начала брать уроки пения и игры на гитаре. В июле Мэнголд заявил, что фильм не обязательно будет байопиком о Дилане, а скорее историческим произведением в духе Роберта Олтмана. К актёрскому составу присоединились Бойд Холбрук и Ник Офферман, а в октябре — Пи Джей Бирн.
В январе 2024 года стало известно, что Эдвард Нортон сыграет роль Сигера, заменив Камбербэтча.
Изначально съёмки фильма должны были начаться в Нью-Йорке летом 2023 года, но в июле съёмки были отложены из-за забастовки SAG-AFTRA. К началу 2024 года съемки должны были начаться в конце марта и, как ожидается, будут проходить по всему Нью-Джерси. В итоге съёмки начались 16 марта.

## Выход
В июле 2024 года был выпущен тизер-трейлер. Премьера фильма состоялась в США 25 декабря 2024 года, а в Великобритании и Ирландии — в январе 2025 года.

## Отзывы и оценки
Брайан Таллерико в рецензии на RogerEbert.com присвоил фильму 3 1/2 звезды из 4. Он отметил «солидные актёрские работы, неброскую режиссуру и органичный монтаж». Питер Брэдшоу в рецензии для The Guardian также высоко оценил игру актёров и поставил фильму 5 звезд из 5, назвав Шаламе «гипнотическим» в роли Дилана. Кайл Смит в рецензии для The Wall Street Journal также высоко оценил способность Шаламе передать различные грани личности Дилана, включая «надменный воздух» автора песен и его творческий гений. Смиту особенно понравилось исполнение песни «It Ain’t Me Babe» дуэтом между Моникой Барбаро (играет Джоан Баэз) и Шаламе, назвав его «впечатляющим».
В неоднозначной рецензии Джон Ньюджент из Empire поставил фильму 3 звезды из 5. Он похвалил игру актёров, но ему не понравилось, что фильм «осторожен» и «изо всех сил пытается найти и рассказать хоть что-то новое». В негативной рецензии Ричарда Броуди из The New Yorker фильм рассматривается как пустое представление карьеры Дилана, он пишет: «Фильм предлагает ответы, которые варьируются от пустых до искусственных, упуская практические моменты и манипулируя датами и именами, чтобы сосредоточить драму на небольшом количестве исторических личностей». В другой отрицательной рецензии на The Forward Сет Роговой выражает неприязнь к фильму как к «обычному голливудскому байопику», критикует режиссуру как «мейнстримный путь», «предлагающий поверхностный, упрощенный взгляд на эту замечательную историю», а также критикует историческую неточность и противопоставляет подход фильма документальным фильмам, таким как Dont Look Back (1967), в передаче личности Дилана.

## Награды и номинации
| Премия                                      | Категория                         | Номинант                                                                   | Результат |
| ------------------------------------------- | --------------------------------- | -------------------------------------------------------------------------- | --------- |
| «Оскар»                                     | Лучший фильм                      | Фред Бергер, Джеймс Мэнголд, Алекс Хейнеман                                | Номинация |
| «Оскар»                                     | Лучший режиссёр                   | Джеймс Мэнголд                                                             | Номинация |
| «Оскар»                                     | Лучшая мужская роль               | Тимоти Шаламе                                                              | Номинация |
| «Оскар»                                     | Лучшая мужская роль второго плана | Эдвард Нортон                                                              | Номинация |
| «Оскар»                                     | Лучшая женская роль второго плана | Моника Барбаро                                                             | Номинация |
| «Оскар»                                     | Лучший адаптированный сценарий    | Джей Кокс, Джеймс Мэнголд                                                  | Номинация |
| «Оскар»                                     | Лучший дизайн костюмов            | Арианна Филлипс                                                            | Номинация |
| «Оскар»                                     | Лучший звук                       | Тод А. Мейтленд, Дональд Сильвестр, Тед Каплан, Пол Мэсси, Дэвид Джаммарко | Номинация |
| «Золотой глобус»                            | Лучший фильм — драма              |                                                                            | Номинация |
| «Золотой глобус»                            | Лучшая мужская роль — драма       | Тимоти Шаламе                                                              | Номинация |
| «Золотой глобус»                            | Лучшая мужская роль второго плана | Эдвард Нортон                                                              | Номинация |
| BAFTA                                       | Лучший фильм                      | Фред Бергер, Джеймс Мэнголд, Алекс Хейнеман                                | Номинация |
| BAFTA                                       | Лучшая мужская роль               | Тимоти Шаламе                                                              | Номинация |
| BAFTA                                       | Лучшая мужская роль второго плана | Эдвард Нортон                                                              | Номинация |
| BAFTA                                       | Лучший оригинальный сценарий      | Джей Кокс, Джеймс Мэнголд                                                  | Номинация |
| BAFTA                                       | Лучший кастинг                    | Йеси Рамирес                                                               | Номинация |
| BAFTA                                       | Лучший дизайн костюмов            | Арианна Филлипс                                                            | Номинация |
| «Выбор критиков»                            | Лучший фильм                      |                                                                            | Номинация |
| «Выбор критиков»                            | Лучшая мужская роль               | Тимоти Шаламе                                                              | Номинация |
| «Выбор критиков»                            | Лучшая мужская роль второго плана | Эдвард Нортон                                                              | Номинация |
| «Спутник»                                   | Лучшая мужская роль — драма       | Тимоти Шаламе                                                              | Номинация |
| «Спутник»                                   | Лучшая мужская роль второго плана | Эдвард Нортон                                                              | Номинация |
| «Спутник»                                   | Лучший звук                       | Тод А. Мейтленд, Дональд Сильвестр, Тед Каплан, Пол Мэсси, Дэвид Джаммарко | Номинация |
| Национальный совет кинокритиков США         | Лучшая женская роль второго плана | Эль Фэннинг                                                                | Победа    |
| Национальный совет кинокритиков США         | ТОП 10 лучших фильмов года        |                                                                            | Победа    |
| Премия Гильдии режиссёров США               | Лучший режиссёр                   | Джеймс Мэнголд                                                             | Номинация |
| Премия Гильдии киноактёров США              | Лучшая мужская роль               | Тимоти Шаламе                                                              | Победа    |
| Премия Гильдии киноактёров США              | Лучшая мужская роль второго плана | Эдвард Нортон                                                              | Номинация |
| Премия Гильдии киноактёров США              | Лучшая женская роль второго плана | Моника Барбаро                                                             | Номинация |
| Премия Гильдии киноактёров США              | Лучший актёрский состав           |                                                                            | Номинация |
| Премия Гильдии продюсеров США               | Лучший фильм                      | Фред Бергер, Джеймс Мэнголд, Алекс Хейнеман                                | Номинация |
| Премия Гильдии сценаристов США              | Лучший адаптированный сценарий    | Джей Кокс, Джеймс Мэнголд                                                  | Номинация |
| «Премия Ассоциации кинокритиков Сент-Луиса» | Лучший фильм                      | Боб Дилан: Никому не известный                                             | Номинация |
| «Премия Ассоциации кинокритиков Сент-Луиса» | Лучший актёр                      | Тимоти Шаламе                                                              | Номинация |
| «Премия Ассоциации кинокритиков Сент-Луиса» | Лучшая актриса второго плана      | Моника Барбаро                                                             | Номинация |
| «Премия Ассоциации кинокритиков Сент-Луиса» | Лучший саундтрек                  |                                                                            | Победа    |
| «Премия Общества кинокритиков Сан-Диего»    | Лучшее использование музыки       |                                                                            | Победа    |
| «Премия Общества кинокритиков Сан-Диего»    | Лучший актёр                      | Тимоти Шаламе                                                              | Номинация |